# 格奥尔格·格斯特克
格奥尔格·格斯特克（德語：Georg Gerstäcker，1889年6月3日—1949年12月21日），德国男子摔跤运动员。他曾代表德国参加1912年夏季奥林匹克运动会摔跤比赛，获得男子古典式60公斤级银牌。